# Шливанчанин, Веселин
Веселин Шливанчанин (сербохорв. Веселин Шљиванчанин / Veselin Šlivanćanin; род. 13 июня 1953 года в селе Палеж, Жабляк) — югославский и сербский военный деятель, полковник Югославской Народной Армии. Командовал югославскими войсками во время битвы за Вуковар. Международным трибуналом по бывшей Югославии в Гааге осуждён за военные преступления, совершённые в Вуковаре во время гражданской войны.

## Биография
Родился 13 июня 1953 года в местечке Палеж (ныне община Жабляк, Черногория).
Окончил среднюю школу в Сараево и Военную академию Белграда, служил в роте военной полиции гвардейской бригады. Сначала он возглавил взвод, а затем получил под командование всю роту. Повышал квалификацию в школе штабной тактики и на курсе военной полиции в Панчево. Возглавлял охрану генерала Велько Кадиевича, затем по его решению был назначен на должность начальника военной полиции Гвардейской бригады ЮНА.
Во время войны в Хорватии в чине майора с сентября 1991 года Шливанчанин принял участие в боях за Вуковар, его бригада действовала в составе Оперативной группы «Юг». На последнем этапе боёв за город он был оперативным командующим подразделений Югославской Народной Армии. После того как части ЮНА разгромили хорватскую группировку в городе 20 ноября, Шливанчанину было присвоено звание подполковника. Далее он руководил действиями сформированной летом Пятой моторизованной бригады Подгорицкого корпуса ЮНА, которая действовала в Далмации и в районе Дубровника. Но к моменту назначения Шливанчанина бои там были уже завершены. В начале 1996 года Шливанчанин получил чин полковника; отвечал за административные и подготовительные вопросы в Военной академии до своей отставки в октябре 2001 года.
5 ноября 1995 года Шливанчанина вместе с Миле Мркшичем, Мирославом Радичем (они составляли так называемую Вуковарскую тройку) и Славко Докмановичем (градоначальником Вуковара на тот момент) МТБЮ обвинил в совершении массового убийства на ферме «Овчара», произошедшего после завершения штурма Вуковара. 13 июня 2003 года Шливанчанин был арестован в своей квартире в Белграде, но из-за собравшихся сторонников Шливанчанина полиция не могла вывезти его в течение 10 часов, вследствие чего против них был применён слезоточивый газ. 1 июля Шливанчанина перевезли в Гаагу.
Суд на ним, Мркшичем и Радичем начался в октябре 2005 года. В ходе расследования обвинения в убийстве были сняты, но остались обвинения в жестоком обращении с пленными. 27 сентября 2007 года МТБЮ приговорил Веселина Шливанчанина к пяти годам тюремного заключения. Поскольку в тюрьме он провёл около четырёх лет, 4 декабря того же года он был временно освобождён. 5 мая 2009 года Апелляционный совет МТБЮ приговорил Шливанчанина к 17 годам заключения. 8 декабря 2010 года срок наказания был уменьшен до 10 лет, а уже 7 июля 2011 года, после того как провел в заключении около 2/3 срока, Веселин Шливанчанин вышел на свободу.